# Чкаников, Дмитрий Иванович
Дмитрий Иванович Чкаников (22.12.1930, Москва — 09.12.1996, там же) — советский учёный в области патофитофизиологии растений, член-корреспондент ВАСХНИЛ (1991).

## Биография
Окончил Московскую сельскохозяйственную академию им. К. А. Тимирязева (1954) и аспирантуру там же (1960).
В 1954—1957 работал главным агрономом МТС и председателем колхоза в Северо-Казахстанской области.
Старший научный сотрудник (1960—1965), заместитель директора по научной работе (1965—1970), заведующий лабораторией физиологии и биохимии растений (1970—1996) ВНИИ фитопатологии.
Доктор биологических наук (1974), профессор (1975), член-корреспондент ВАСХНИЛ (1991).

## Научная деятельность
Сочинения:
- Гербицидное действие 2,4-Д и других галоидфеноксикислот / Соавт. М. С. Соколов. — М.: Наука, 1973. — 215 с.
- Регуляторы роста растений / Соавт.: К. З. Гамбург и др. — М.: Колос, 1979. — 246 с.
- Основы химической регуляции роста и продуктивности растений / Соавт.: Г. С. Муромцев и др. — М.: Агропромиздат, 1987. — 383 с.
- Токсины фитопатогенных грибов и их роль в развитии болезней растений / Соавт. Т. Ф. Никуленко. — М., 1987. — 53 с.

## Награды
Награждён орденами Октябрьской Революции (1983), Трудового Красного Знамени (1977), двумя орденами «Знак Почета» (1957, 1966) и 4 медалями СССР.